# Chassignelles
Chassignelles település Franciaországban, Yonne megyében. Lakosainak száma 300 fő (2022. január 1.). Chassignelles Fulvy, Ancy-le-Franc, Gland, Nuits, Ravières, Stigny és Villiers-les-Hauts községekkel határos.

## Népesség
A település népességének változása:
| Lakosok száma | 325  | 320  | 331  | 313  | 306  | 300  | 299  | 298  | 300  |
|               | 2013 | 2015 | 2016 | 2017 | 2018 | 2019 | 2020 | 2021 | 2022 |